# مو فوستر
مو فوستر (بالإنجليزية: Mo Foster)‏ هو عازف باس وعازف قيثارة بريطاني، ولد في 1944.

## وصلات خارجية
- الموقع الرسمي
- مو فوستر على موقع IMDb (الإنجليزية)
- مو فوستر على موقع ميوزك برينز (الإنجليزية)
- مو فوستر على موقع ديسكوغز (الإنجليزية)